# Motešice
Motešice es un municipio del distrito de Trenčín en la región de Trenčín, Eslovaquia, con una población estimada a final del año 2024 de 779 habitantes.
Se encuentra ubicado en el centro-norte de la región, cerca del río Váh (cuenca hidrográfica del Danubio) y de la frontera con la República Checa.

## Demografía
| Año        | 1994 | 2004     | 2014    | 2024    |
| ---------- | ---- | -------- | ------- | ------- |
| Población  | 1024 | 811      | 796     | 779     |
| Diferencia |      | −20,80 % | −1,84 % | −2,13 % |

| Año        | 2023 | 2024    |
| ---------- | ---- | ------- |
| Población  | 781  | 779     |
| Diferencia |      | −0,25 % |